# デッドマウス
デッドマウス（deadmau5（発音は "dead mouse"）、1981年1月5日 - ）は、カナダの電子音楽プロデューサー、DJ、ミュージシャン。本名はジョエル・トーマス・ジマーマン（Joel Thomas Zimmerman）。

## 概略
主にプログレッシブ・ハウス・ミュージックを制作しているが、Testpilotという別名でテクノを含む他のジャンルの電子音楽の制作やDJも行っている。Zimmermanは、これまでにグラミー賞に6回ノミネートされている。
Rob Swire、Wolfgang Gartner、Sofia Toufa、カスケイドなどのDJやプロデューサーとも共演している。また、BSOD（Better Sounding On Drugs）というグループ名でSteve Dudaとコラボレーションしたり、Duda、Tommy Lee、DJ AeroとともにWTF?というグループに参加したこともある。2007年には、自身のレコードレーベル「Mau5trap」を設立している。Deadmau5は現在、世界で最も高い報酬を得ている電子音楽プロデューサーの一人であり、MarshmelloやDaft Punkに似た覆面音楽アーティストである。彼の作品は、ティエストの「In Search of Sunrise 6」などのコンピレーションアルバムに収録されている。また、アーミン・ヴァン・ビューレンのラジオ番組「A State of Trance」でも紹介されている。
2000年には、ZimmermanとDerek CaesarがDred and Karmaというグループ名で、「I Don't Want No Other」というタイトルの初期の12インチシングルをヴァイナルで制作した。2006年には「Deadmau5 Circa 1998-2002」というコンピレーションアルバムをHalcyon441という別名で自主制作した。2005年にスタジオ・デビュー・アルバム「Get Scraped」を、2006年には「Vexillology」をリリース。2008年に発売された「Random Album Title」は、カナダとイギリスでゴールド認定を受けた。このアルバムには、代表的な作品である「Faxing Berlin」、「Not Exactly」、中程度のチャートヒットとなった「I Remember」（Kaskadeとの共作）などが収録されている。2009年には、4枚目のスタジオアルバム「For Lack of a Better Name」がリリースされ、ロブ・スワイアとのコラボレーション曲「Ghosts 'n' Stuff」、「Hi Friend」、絶賛された「Strobe」などが収録され、高い評価を受けた。2010年末にリリースされた5枚目のスタジオアルバム「4×4=12」には、シングル「Some Chords」、「Animal Rights」、「Sofi Needs a Ladder」、「Raise Your Weapon」が収録されている。
2012年、Zimmermanはシングル「The Veldt」と「Professional Griefers」（ジェラルド・ウェイをフィーチャー）をリリースし、商業的成功を収めた。これらのシングルは、彼の6枚目のスタジオアルバム「＞ ココにタイトルを入力 ＜」（原題：> Album Title Goes Here <）に収録されている。長年所属していたUltra Recordsを離れた後、Zimmermanは2014年にAstralwerksとVirgin EMIから7枚目のスタジオアルバム『While(1<2)』をリリースした。このアルバムは、「Avaritia」、「Seeya」、「Infra Turbo Pigcart Racer」、「Phantoms Can't Hang」の4枚のシングルによってリリースされた。しばらく活動を休止していたジマーマンの8枚目のスタジオアルバム『W:/2016Album/』を2016年末にリリースし、シングル「Snowcone」と「Let Go」を発表した。その後、2019年のアクション映画『Polar』のスコアを作曲し、同年にシングル「Satrn」「Coasted」「Fall」をリリースした。2020年には、9枚目のアルバムに先駆けて「Pomegranate」「Bridged by a Lightwave」をリリース。

## 経歴

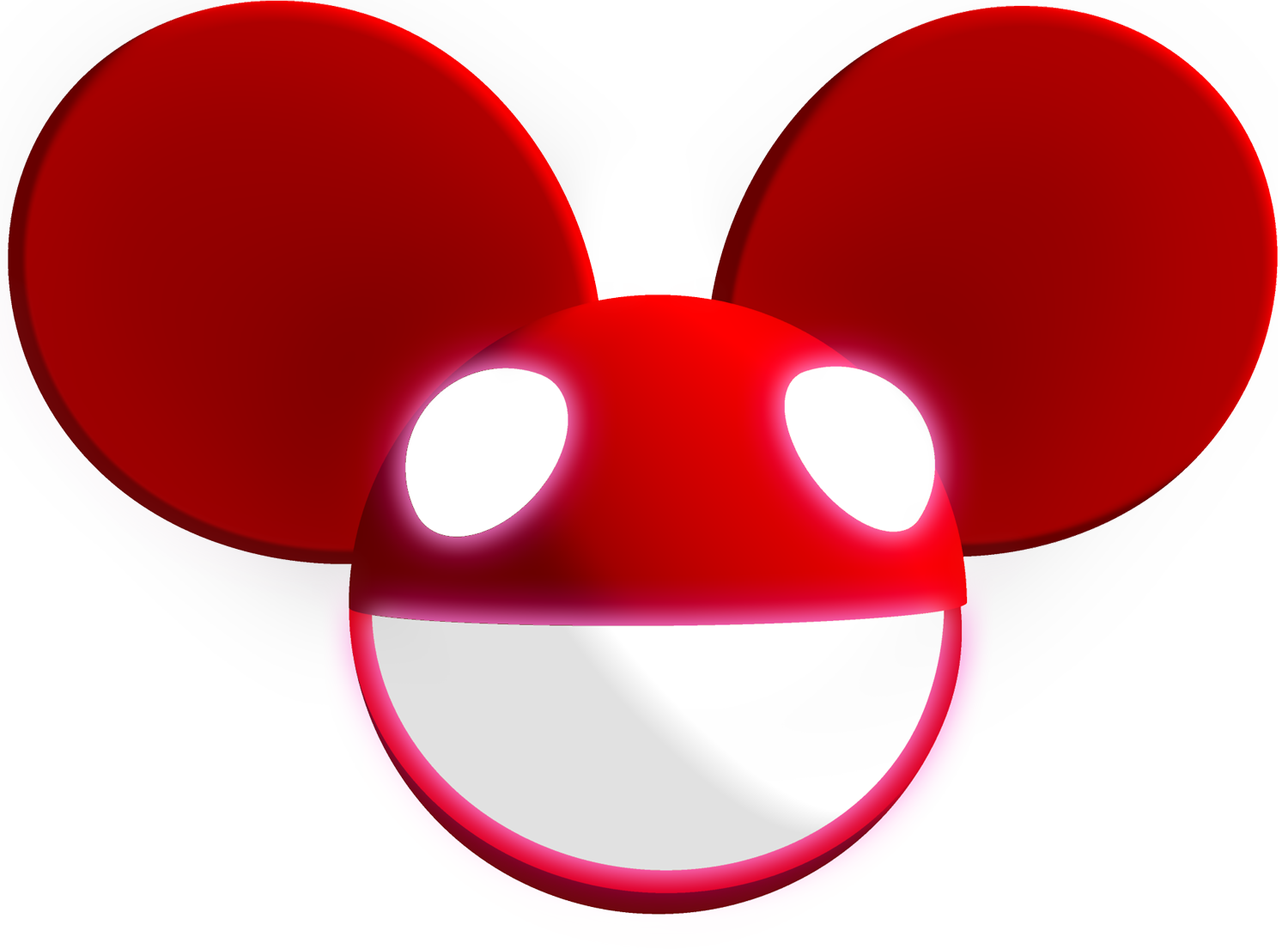
デッドマウスのロゴマーク

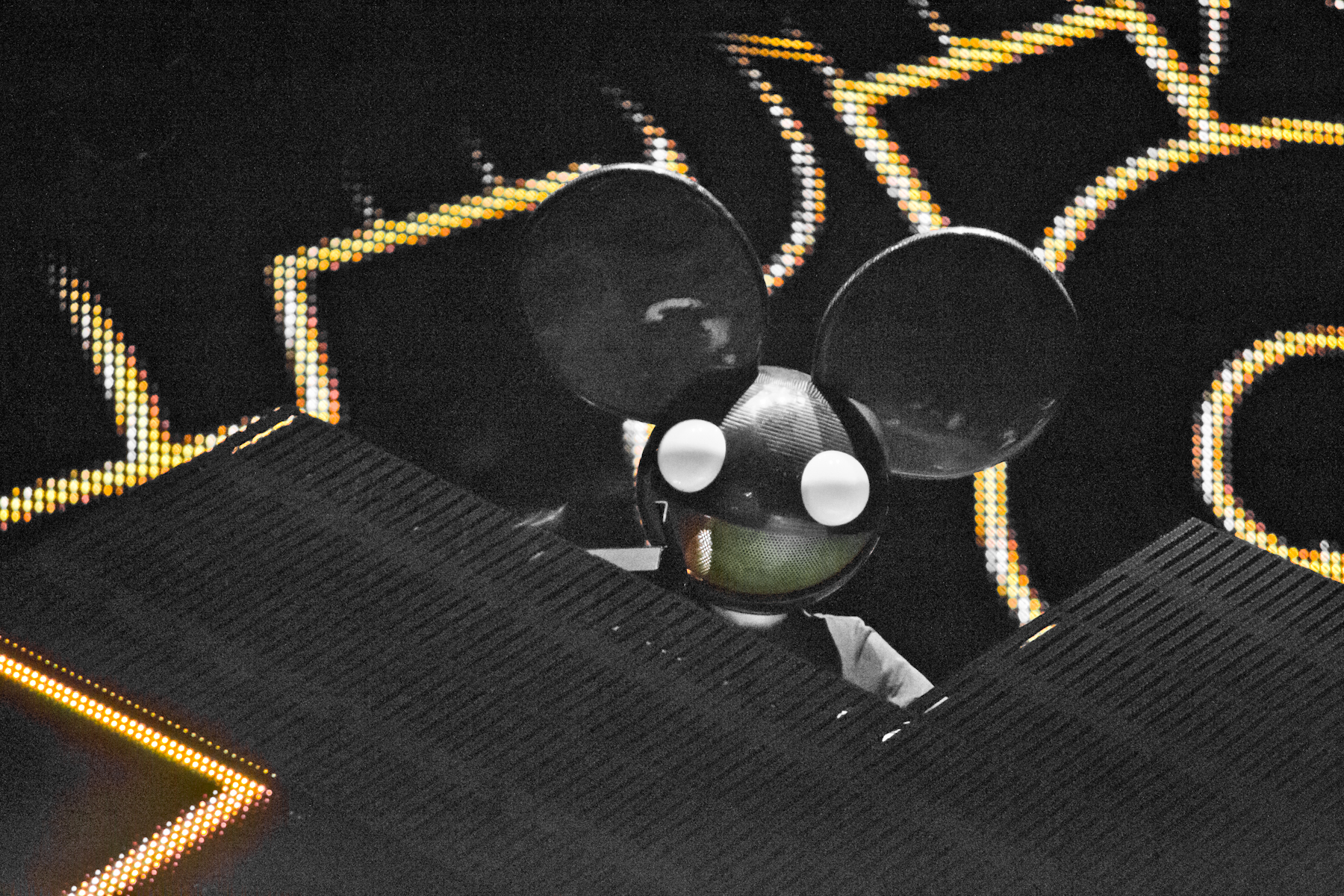
2012年、マドリードでのライヴ

mau5headを取ったとき

ジマーマンは1981年1月5日、カナダオンタリオ州のナイアガラフォールズに生まれた。1990年代中頃から、チップチューンやデモシーンに影響されて音楽を作り始めた。
2009年にはダンス音楽配信サイトであるBeatportで3万件ものダウンロード記録を出した。
2010年に開催されたグラミー賞ではデッドマウスがリミックスした「The Longest Road」でダンス部門よりノミネートされた。
2012年にも「Raise Your Weapon」、「デッドマウス」（原題：4x4=12）、「Rope」でグラミー賞にノミネートされ、エレクトロニック・ダンス・ミュージックのアーティストとして初めて生放送された。
また同年7月にはローリング・ストーンの表紙に起用された。

## 名前の由来・スタイル
赤色や黒色を始めとするネズミの被り物をしながらDJをするジマーマンだが、名前の由来については、とある日にジマーマンのパソコンの中にネズミの死体を発見し、ジマーマンはインターネットのチャットで「やばい!俺のパソコンでネズミが死んでるぜ!」と書き込み、テンションが上がったジマーマン
は使用していたハンドルネームを改名しようと思いつくが名前の文字制限が8文字までで「dead mouse」と入力できないことから、最後に数字の5を入れ込んで「deadmau5」に改名したことが名前の由来である。
また、ネズミの被り物はカナダの映画会社に特注でマスクの制作を依頼したもので、「mau5head」と呼ばれている。

## 人物
- アメリカの歌手であるマドンナがMDMAに関する不用意な言動をとった際には「ファンキーなバアさん」と揶揄したり、フランスのDJであるデヴィッド・ゲッタを「iPodを2台とミキサーを並べて曲を流してるだけ」と批評したりという、毒舌家としての一面がある[10]。
- ファンとの交流を大切にしている。2012年に発表され、アルバム「＞ ココにタイトルを入力 ＜」にも収録された楽曲「The Veldt」の製作中、ボーカルが必要だとファンに呼びかけたところ、そのうちの一人であったクリス・ジェームズがボーカルトラックをサウンドクラウドに投稿し、ジマーマンはそれを採用した[11]。また、彼はしばしばインターネット生放送をしたり、ツイッター上で自身のオンラインゲームのアカウント名を公開しファンと競ったりもしている。

## ディスコグラフィー

### スタジオアルバム
|     | 発売日        | タイトル                                                       |
| --- | ------------- | -------------------------------------------------------------- |
| 1st | 2005年7月26日 | Get Scraped                                                    |
| 2nd | 2006年11月6日 | Vexillology                                                    |
| 3rd | 2008年9月2日  | Random Album Title                                             |
| 4th | 2009年9月22日 | For Lack of a Better Name                                      |
| 5th | 2010年12月6日 | デッドマウス （原題：4x4=12）                                  |
| 6th | 2012年9月21日 | ＞ ココにタイトルを入力 ＜ （原題：> album title goes here <） |
| 7th | 2014年6月17日 | while(1<2)                                                     |
| 8th | 2016年12月2日 | W:/2016ALBUM/                                                  |
| 9th | 2023年3月17日 | Kx5                                                            |

### コンピレーションアルバム
|      | 発売日         | タイトル                                      |
| ---- | -------------- | --------------------------------------------- |
| 1st  | 2006年4月5日   | Deadmau5 Circa 1998–2002 （Halcyon441として） |
| 2nd  | 2006年4月5日   | A Little Oblique                              |
| 3rd  | 2008年2月19日  | Project 56                                    |
| 4th  | 2009年3月16日  | It Sounds Like                                |
| 5th  | 2010年12月13日 | For Lack of a Better Album Title              |
| 6th  | 2011年10月28日 | The Remixes                                   |
| 7th  | 2014年11月24日 | 5 Years of Mau5                               |
| 8th  | 2017年3月3日   | Stuff I Used to Do                            |
| 9th  | 2018年3月30日  | Where's the Drop?                             |
| 10th | 2019年10月4日  | Here's the Drop!                              |

### ミックスアルバム
|     | 発売日         | タイトル                                                                        |
| --- | -------------- | ------------------------------------------------------------------------------- |
| 1st | 2008年1月16日  | Tech-Trance-Electro Madness                                                     |
| 2nd | 2008年10月20日 | At Play                                                                         |
| 3rd | 2009年11月17日 | At Play Vol. 2                                                                  |
| 4th | 2010年6月14日  | At Play Vol. 3                                                                  |
| 5th | 2012年11月5日  | At Play Vol. 4                                                                  |
| 6th | 2013年4月29日  | At Play in the USA, Vol. 1                                                      |
| 7th | 2014年12月15日 | At Play Vol. 5                                                                  |
| 8th | 2019年3月8日   | Live at Electric Forest 2018 （Testpilotとして）                                |
| 9th | 2021年10月22日 | Testpilot at EDC Las Vegas 2021: Neon Garden Stage (DJ Mix) （Testpilotとして） |

### ビデオアルバム
|     | 発売日       | タイトル                     |
| --- | ------------ | ---------------------------- |
| 1st | 2011年8月2日 | Live @ Earl's Court          |
| 2nd | 2012年2月7日 | Meowingtons Hax 2k11 Toronto |